# ACS Fortuna Covaci
Fortuna Covaci a fost un club de fotbal înființat în 2007 în localitatea Covaci, Timiș și care în sezonul 2009-2010 a activat în Liga a II-a, seria a II-a, a campionatului României, ocupând locul 15 (din 18 echipe), cu bilanțul 32  7  5  20  37-59  26, retrogradând în Liga a III-a.
Satul Covaci (697 locuitori, conform recensământului din 2002) este cea mai mică localitate prezentă vreodată în primele două eșaloane ale fotbalului românesc.

## Jucători

### Lotul sezonului 2009-2010
| Nr. |         | Poziție | Jucător          |
| --- | ------- | ------- | ---------------- |
| 1   | România | P       | Cătălin Smaranda |
| 2   | România | M       | Bogdan Miheț     |
| 4   | România | M       | Cristian Suru    |
| 5   | România | M       | Caius Lungu      |
| 6   | România | M       | Cosmin Mânecan   |
| 7   | România | M       | Michel Rosenblum |
| 8   | România | M       | Răzvan Trandu    |
| 9   | România | A       | Bogdan Steop     |
| 11  | Sudan   | A       | Mohamed Izzeldin |
| 13  | România | F       | Cătălin Dănăilă  |
| 14  | România | M       | Ovidiu Glodean   |
| 16  | România | F       | Petre Purda      |

| Nr. |         | Poziție | Jucător            |
| --- | ------- | ------- | ------------------ |
| 17  | România | F       | Săndel Bumba       |
| 18  | România | F       | Beniamin Ticană    |
| 19  | România | A       | Elvis Dîrvaru      |
| 21  | România | F       | Gheorghe Marișescu |
| 22  | România | F       | Mihai Hecsko       |
| 23  | România | P       | Cătălin Coca       |
| 24  | România | M       | Gabriel Voicu      |
| 25  | România | F       | Călin Uzun         |
| 26  | România | A       | Andrei Suciu       |
| 27  | România | M       | Daniel Crișan      |
| —   | România | F       | Alexandru Nistor   |

## Palmares
- Liga a III-a
  - locul 1 (2008-2009)